# Aristolochia
Aristolochia is een geslacht van planten uit de pijpbloemfamilie (Aristolochiaceae). Wanneer taxa als Isotrema worden opgevat als ondergeslacht of zelfs als synoniem, dan telt het geslacht ongeveer vijfhonderd soorten, die hoofdzakelijk voorkomen in de tropen en subtropen, in mindere mate in de gematigde streken. Het zijn in hoofdzaak soorten die als groenblijvende, soms bladverliezende, verhoutende lianen in beboste gebieden groeien. Enkele soorten zijn overblijvende kruidachtige klimplanten, sommige groeien als struik of kleine boom. Bloemen zijn altijd alleenstaand in de oksel van een blad of schutblad.
Sommige naslagwerken geven aan dat de wetenschappelijke geslachtsnaam Aristolochia afgeleid is van het Griekse aristos = "best" en locheia = "kindergeboorte" of "kinderbed".

## Kenmerken
De gladde stengels zijn rechtopstaand en ietwat gedraaid. De enkelvoudige bladeren zijn afwisselend geplaatst en meestal eirond tot hartvormig. Er zijn geen steunblaadjes aanwezig.
De bloemen groeien in de bladoksels. Het opvallendste deel van de bloem is de kelk, die tot een gebogen buis vergroeid is, die meestal in een punt uitloopt. Aan de voet is de kelkbuis bolvormig verdikt, en omsluit daar de sterk gereduceerde kroon. Het vruchtbeginsel is onderstandig. De planten hebben een gespecialiseerd bestuivingsmechanisme. De bloemen geven een sterke geur af die vliegen als bestuiver aantrekt. Het binnenste deel van de kelkbuis is bedekt met haren die in eerste instantie stijf zijn, en naar binnen gericht. De kelkbuis fungeert zo als vliegenval omdat de haren slechts verkeer in één richting toestaan. Een binnengekomen vlieg wordt hierdoor enige tijd in de bloem opgehouden. Na een dag verwelken de haren, waardoor de inmiddels met stuifmeel overdekte vlieg de bloem weer kan verlaten.
Het algehele voorkomen heeft dit geslacht de naam "Duitse pijp" gegeven, vanwege de overeenkomsten met een houtvesterspijp. In de Verenigde Staten wordt het geslacht ook wel "Dutchman's pipe" ("Nederlandse pijp") genoemd.

## Aristolochiain België en Nederland
De pijpbloem (Aristolochia clematitis) is de enige soort die in België en Nederland in het wild voorkomt. In de Hortus botanicus Leiden zijn onder andere Aristolochia arborea (in de Victoriakas) en Aristolochia grandiflora te zien. Ook Botanische Tuin Fort Hoofddijk heeft een aantal soorten uit dit geslacht in de collectie. De grootste collectie in Nederland is echter te zien in de Passiflorahoeve te Harskamp die de Nationale Plantencollectie Aristolochia beheert.

## Soorten
- Aristolochia acutifolia
- Aristolochia albida Duch. (Afrika ten zuiden van de Sahara)
- Aristolochia anguicida Jacq.
- Aristolochia arborea Linden
- Aristolochia arcuata Mast.
- Aristolochia arenicola Hance (Zuidoost-Azië)
- Aristolochia argentina Griseb.
- Aristolochia asclepiadifolia Brandg.
- Aristolochia atropurpurea Hook. f. (Zuidoost-Azië)
- Aristolochia auricularia Boiss. (Turkije)
- Aristolochia austrochinensis C.Y.Cheng & J.S.Ma (Zuidoost-Azië)
- Aristolochia austroszechuanica C.Y.Cheng & J.L.Wu (Zuidoost-Azië)
- Aristolochia austroyunnanensis S.M.Hwang
- Aristolochia baetica L. (Iberisch schiereiland, Marokko, Algerije)
- Aristolochia balansae Franch. (Zuidoost-Azië)
- Aristolochia bianorii Sennen & Pau (Balearen)
- Aristolochia bilabiata L.
- Aristolochia bilobata L.
- Aristolochia bracteata Retz. (Zuidoost-Azië)
- Aristolochia bracteolata Lam. (Centraal-Afrika, Sahara)
- Aristolochia brasiliensis Mart. & Zucc.
- Aristolochia bullata Pfeifer
- Aristolochia burelae Herzog
- Aristolochia californica Torr. (Noord-Amerika)
- Aristolochia cambodiana Lecomte (Zuidoost-Azië)
- Aristolochia carterae Pfeifer
- Aristolochia cauliflora Ule
- Aristolochia caudata Jacq.
- Aristolochia caulialata C.Y.Cheng & J.S.Ma (Zuidoost-Azië)
- Aristolochia clavidenia Griseb.
- Aristolochia clematitis L. - pijpbloem (Europa, Noord-Amerika)
- Aristolochia chachapoyensis
- Aristolochia championii Merr. & Chun (Zuidoost-Azië)
- Aristolochia chapmaniana Standl.
- Aristolochia chasmema Pfeifer
- Aristolochia chilensis
- Aristolochia chlamydophylla S.M.Hwang (Zuidoost-Azië)
- Aristolochia clusii Lojak (Zuid-Italië, Sicilië, Malta)
- Aristolochia colossifolia
- Aristolochia compressicaulis Z.L.Yang (Zuidoost-Azië)
- Aristolochia consimilis
- Aristolochia constricta Griseb.
- Aristolochia contorta Bunge (Zuidoost-Azië)
- Aristolochia convolvulacea Small
- Aristolochia cordiflora
- Aristolochia cornuta
- Aristolochia coryi M.Johnst. (Noord-Amerika)
- Aristolochia cretica Lam. (Kreta)
- Aristolochia cucurbitifolia Hayata (Zuidoost-Azië)
- Aristolochia cucurbitoides C.F.Liang (Zuidoost-Azië)
- Aristolochia curtisii King (Zuidoost-Azië)
- Aristolochia cymbifera Mart. & Zucc.
- Aristolochia daemoninoxia
- Aristolochia dalyi
- Aristolochia debilis Sieb. & Zucc. (Zuidoost-Azië)
- Aristolochia delavayi Franch. (Zuidoost-Azië)
- Aristolochia deltoidea
- Aristolochia ehrenbergiana Cham.
- Aristolochia ekmanii Schmidt
- Aristolochia elongata Duch. (Albanië, Griekenland)
- Aristolochia embergeri Nozeran & N.Halle (Sierra Leone, Ivoorkust, Ghana)
- Aristolochia erecta L. (Noord-Amerika)
- Aristolochia eriantha Mart. & Zucc.
- Aristolochia esoterica Pfeifer
- Aristolochia esperanzae Kuntze
- Aristolochia fangchi L.D.Chow & S.M.Hwang (Zuidoost-Azië)
- Aristolochia filipendulina
- Aristolochia fimbriata Cham.
- Aristolochia foetida
- Aristolochia fontanesii Boiss. & Reut. (Algerije)
- Aristolochia fordiana Hemsl. (Zuidoost-Azië)
- Aristolochia forrestiana J.S.Ma (Zuidoost-Azië)
- Aristolochia foveolata Merr. (Zuidoost-Azië)
- Aristolochia fuertesii Urb.
- Aristolochia fujianensis S.M.Hwang (Zuidoost-Azië)
- Aristolochia fulvicoma Merr. & Chun (Zuidoost-Azië)
- Aristolochia galeata
- Aristolochia gaudichaudii Duch.
- Aristolochia geniculata E.Nardi (Turkije)
- Aristolochia gentilis Franch. (Zuidoost-Azië)
- Aristolochia gibertii Hook.
- Aristolochia gigantea Mart. & Zucc. - reuzenpijpbloem
- Aristolochia glandulosa Kickx
- Aristolochia glossa Pfeifer
- Aristolochia goliathiana M.J.Parsons
- Aristolochia gourigangaica N.C.Nair (Zuidoost-Azië)
- Aristolochia grandiflora Sw.
- Aristolochia griffithii Duch. (Zuidoost-Azië)
- Aristolochia gorgona
- Aristolochia guentheri
- Aristolochia hainanensis Merr. (Zuidoost-Azië)
- Aristolochia haitiensis Ekman & Schidt
- Aristolochia harmandiana Lecomte (Zuidoost-Azië)
- Aristolochia helix Phuph. (Zuidoost-Azië)
- Aristolochia heppii Merxm. (Kongo, Zambia, Zimbabwe)
- Aristolochia heterophylla Hemsl. (Zuidoost-Azië)
- Aristolochia hians
- Aristolochia hirta L. (Griekenland, Turkije)
- Aristolochia hockii De Wild. (Kongo, Tanzania, Zambia, Zimbabwe)
- Aristolochia holostylis F.González
- Aristolochia hookeriana Craib
- Aristolochia howii Merr. & Chun (Zuidoost-Azië)
- Aristolochia impressinervia C.F.Liang (Zuidoost-Azië)
- Aristolochia indica L. (Zuidoost-Azië)
- Aristolochia inflata H.B.K.
- Aristolochia iquitensis
- Aristolochia isaurica E.Nardi (Turkije)
- Aristolochia jackii Steud.
- Aristolochia jinshanensis Z.L.Yang & S.X.Tan (Zuidoost-Azië)
- Aristolochia kaempferi Willd. (Zuidoost-Azië)
- Aristolochia kankauensis Sasaki
- Aristolochia kerrii Craib (Zuidoost-Azië)
- Aristolochia klugii
- Aristolochia kewensis
- Aristolochia kunmingensis C.Y.Cheng & J.S.Ma (Zuidoost-Azië)
- Aristolochia kwangsiensis C.F.Liang (Zuidoost-Azië)
- Aristolochia labiata Willd.
- Aristolochia leptosticta Urb.
- Aristolochia lindeniana Duch.
- Aristolochia linearifolia Griseb.
- Aristolochia lindneri
- Aristolochia lingulata
- Aristolochia littoralis Parodi
- Aristolochia liukiuensis Hatus.
- Aristolochia longgangensis C.F.Liang (Zuidoost-Azië)
- Aristolochia lutea Desf. (Zuid-Europa)
- Aristolochia macrophylla Lam.
- Aristolochia macroura
- Aristolochia malacophylla Standl.
- Aristolochia manshuriensis Kom. (Zuidoost-Azië)
- Aristolochia mathewsii
- Aristolochia maxima Jacq. (Noord-Amerika)
- Aristolochia merxmuelleri Greuter & E.Mayer (Joegoslavië)
- Aristolochia micrantha Duch.
- Aristolochia microstoma Boiss. & Spruner (Griekenland)
- Aristolochia mollis Dunn (Zuidoost-Azië)
- Aristolochia mollissima Hance (Zuidoost-Azië)
- Aristolochia montana Ekman & Schmidt
- Aristolochia moupinensis Franch. (Zuidoost-Azië)
- Aristolochia mycteria Pfeifer
- Aristolochia nakaoi Maek. (Zuidoost-Azië)
- Aristolochia nana
- Aristolochia navicularis E.Nardi (Sardinië, Sicilië)
- Aristolochia nelsonii Eastw.
- Aristolochia neolongifolia J.L.Wu & Z.L.Yang (Zuidoost-Azië)
- Aristolochia obliqua S.M.Hwang (Zuidoost-Azië)
- Aristolochia odoratissima L.
- Aristolochia onoei Koidz. (Zuidoost-Azië)
- Aristolochia orbicularis Duch.
- Aristolochia ornithocephala
- Aristolochia ovalifolia Duch.
- Aristolochia ovatifolia S.M.Hwang (Zuidoost-Azië)
- Aristolochia pallida Willd. (Zuid-Europa)
- Aristolochia panamensis Standl.
- Aristolochia papillifolia Ding Hou
- Aristolochia paracleta Pfeifer
- Aristolochia parvifolia (Griekenland, Kreta)
- Aristolochia passifloraefolia A.Rich.
- Aristolochia paucinervis Pomel (Zuidwest-Europa, Noordwest-Afrika)
- Aristolochia paulistana Hoehne
- Aristolochia peltata L.
- Aristolochia pentandra Jacq. (Noord-Amerika)
- Aristolochia peruviana O.C.Schmidt
- Aristolochia petelotii O.C.Schmidt (Zuidoost-Azië)
- Aristolochia petersiana Klotzsch
- Aristolochia pierrei Lecomte (Zuidoost-Azië)
- Aristolochia pilosa H.B.K.
- Aristolochia piperifolia Griff. (Zuidoost-Azië)
- Aristolochia pistolochia L. (Zuidwest-Europa, Marokko)
- Aristolochia platanifolia Duch. (Zuidoost-Azië)
- Aristolochia polymorpha S.M.Hwang (Zuidoost-Azië)
- Aristolochia pothieri Lecomte (Zuidoost-Azië)
- Aristolochia praevenosa F.Muell.
- Aristolochia promissa (Mast.) Keay
- Aristolochia prostrata
- Aristolochia punjabensis Lace (Zuidoost-Azië)
- Aristolochia raja
- Aristolochia rechingeriana Kit Tan & Sorger (Turkije)
- Aristolochia reticulata Nutt. (Noord-Amerika)
- Aristolochia rhizantha Lundell
- Aristolochia ridicula N.E.Br.
- Aristolochia rigida Duch. (Somalië)
- Aristolochia ringens Vahl
- Aristolochia rugosa Lam.
- Aristolochia rotunda L. (Zuid-Europa)
- Aristolochia saccata Wall. (Zuidoost-Azië)
- Aristolochia salvadorensis Standl.
- Aristolochia salweenensis C.Y.Cheng & J.S.Ma (Zuidoost-Azië)
- Aristolochia samanensis Schmidt
- Aristolochia schippii Standl.
- Aristolochia scytophylla S.M.Hwang & D.Y.Chen (Zuidoost-Azië)
- Aristolochia sempervirens L. (Oostelijk Middellandsezeegebied, Algerije)
- Aristolochia serpentaria L. (Noord-Amerika)
- Aristolochia shimadai Hayata
- Aristolochia sicula Tineo (Sicilië)
- Aristolochia silvatica
- Aristolochia sprucei
- Aristolochia stomachoides
- Aristolochia surinamensis
- Aristolochia tagala Cham. (Zuidoost-Azië)
- Aristolochia taliscana Hook. & Arn.
- Aristolochia tentaculata O.C.Schmidt
- Aristolochia thibetica Franch. (Zuidoost-Azië)
- Aristolochia thwaitesii Hook. (Zuidoost-Azië)
- Aristolochia tigrina A.Rich.
- Aristolochia tomentosa Sims (Noord-Amerika)
- Aristolochia tonduzii Schmidt
- Aristolochia transsecta (Chatt.) S.M.Hwang (Zuidoost-Azië)
- Aristolochia triactina Hook. f.
- Aristolochia triangularis Cham.
- Aristolochia tricaudata Lem.
- Aristolochia trilobata L.
- Aristolochia tuberosa C.F.Liang & S.M.Hwang (Zuidoost-Azië)
- Aristolochia tubiflora Dunn (Zuidoost-Azië)
- Aristolochia tyrrhena E.Nardi & Arrigoni (Sardinië, Corsica)
- Aristolochia urupaensis
- Aristolochia utriformis S.M.Hwang (Zuidoost-Azië)
- Aristolochia veraguensis Duch.
- Aristolochia versicolor S.M.Hwang (Zuidoost-Azië)
- Aristolochia wardiana J.S.Ma (Zuidoost-Azië)
- Aristolochia watsonii Wooton & Standl. (Noord-Amerika)
- Aristolochia weddellii
- Aristolochia westlandii Hemsl. (Zuidoost-Azië)
- Aristolochia wrightii Seem. (Noord-Amerika)
- Aristolochia zhongdianensis J.S.Ma (Zuidoost-Azië)
- Aristolochia zollingeriana Miq. (Zuidoost-Azië)

### Niet langer erkend of in dit geslacht
- Aristolochia arborescens L. nomen dubium, geen type
- Aristolochia cubensis Linden nomen nudum
- Aristolochia dammeriana Mast. nom. dub.
- Aristolochia durior = ?Bignonia capreolata
- Aristolochia elegans Mast. = A. littoralis
- Aristolochia leuconeura Linden, gebaseerd op steriel materiaal, volgens Pfeifer mogelijk A. veraguensis
- Aristolochia longa Desf. = A. fontanesii
- Aristolochia longiflora Engelmann & A. Gray = A. erecta
- Aristolochia longifolia Sessé & Mociño
- Aristolochia oblongata Jacq. = A. bilabiata
- Aristolochia podocarpa Bert. nom. dub.
- Aristolochia pubescens Steudel nom. nud.
- Aristolochia punctata Lam. nom. dub.
- Aristolochia sipho L'Hér. = A. macrophylla
- Aristolochia uhdeana Duchr.; type in Berlijn verloren gegaan, nom. dub.

## Trivia
De vangbekers van Nepenthes aristolochioides lijken qua vorm en tekening op de bloemen van Aristolochia. Hieraan dankt deze bekerplant zijn naam. Het achtervoegsel -oides is Latijn voor 'gelijkend'.